# 汪達幻視
是一部美國超級英雄類型的網路劇集，改編自漫威漫畫的角色「緋紅女巫」汪達·麥西莫夫和幻視，由潔克·薛佛主創並擔當首席編劇，麥特·夏克曼執導影集。該電視劇是漫威影業開發製作的漫威電影宇宙的首部電視劇作品，與漫威電影宇宙系列電影處於同一架空世界和共同世界，於線上串流媒體平台Disney+首播。
伊莉莎白·歐森和保羅·貝特尼繼續分別飾演在漫威電影宇宙系列電影中的角色汪達·麥西莫夫和幻視。主演還包括黛布拉·喬·拉普、弗雷德·邁拉麥德、凱薩琳·哈恩、泰娜·帕麗斯、藍道爾·朴、凱特·丹寧絲和伊凡·彼得斯。2018年9月，漫威影業宣佈為華特迪士尼公司旗下的在線上串流平台Disney+開發數個電視劇，並以漫威電影宇宙中的「二級核心」人物為主角，比如「緋紅女巫」汪達·麥西莫夫和幻視，伊莉莎白·歐森和保羅·貝特尼有望回歸繼續出演相應角色。2019年1月，潔克·薛佛被聘為節目統籌，4月，該影集正式確定製作。8月，麥特·夏克曼確定執導影集。影集的主體拍攝於2019年11月在美國喬治亞州亞特蘭大開機。2020年3月，受2019冠狀病毒病疫情影響，影集暫停拍攝工作。2020年9月恢復拍攝，11月殺青。
《汪達幻視》的前兩集於2021年1月15日播出，此後每週播出一集，3月5日完結，共9集。影集屬於漫威電影宇宙第四階段，是該階段的第一部電視劇。以阿嘉莎·哈克尼斯為主角的衍生劇集《阿嘉莎：無所不在》正在開發中，凱薩琳·哈恩回歸出演該角色，潔克·薛佛回歸擔當編劇和執行製片人。

## 概要
2023年，《復仇者聯盟4：終局之戰》中的「彈指事件」發生三週之後，「緋紅女巫」汪達·麥西莫夫和幻視隱藏各自的超能力，以各個年代的情景喜劇為背景，在美國紐澤西州西景鎮（Westview）過著理想閒適的鄉村生活。但隨著事態發展，這對夫婦開始懷疑事情並非如同看上去那樣美好。

## 演員與角色
- 伊莉莎白·歐森 飾演 汪達·麥西莫夫／緋紅女巫（Wanda Maximoff / Scarlet Witch）

復仇者聯盟的成員，擅長使用混沌魔法，同時能夠利用魔法改寫現實，亦擁有遠距離操縱他人腦部和心靈輸送的能力。影集中講述汪達如何成為緋紅女巫，並且更加貼近漫畫情節，展現緋紅女巫的精神健康問題。漫威影業總裁凱文·費吉透露劇中將探索汪達擁有超能力的起源以及使用的限度。歐森稱在演出時借鑒了經典情景喜劇演員瑪麗·泰勒·摩爾、伊麗莎白·蒙哥馬利和露西兒·鮑爾的表演風格。米夏艾拉·羅素（Michaela Russell）出演幼年時的汪達。
- 保羅·貝特尼 飾演 幻視／白幻視（Vision / The Vision）

復仇者之一，由「鋼鐵人」東尼·史塔克的人工智慧管家「賈維斯」、奧創以及心靈寶石製造而成的機械有機體。幻視於2018年電影《復仇者聯盟3：無限之戰》中死亡。貝特尼出演由汪達使用魔法改寫現實後所營造的幻像中構建的全新幻視，他稱在演出時借鑒了經典情景喜劇演員迪克·范·戴克和休·羅利的表演風格。此外，貝特尼還出演天劍局（感知武器觀測應對局）通過組裝死去的幻視的身體零件構造出的「白幻視」，該角色全身白色，缺少此前的記憶和情感。
- 凱薩琳·哈恩 飾演 阿嘉莎·哈克尼斯（Agatha Harkness）

一名女巫，化名為艾格妮絲（Agnes）出現於情景喜劇《汪達幻視》中，是汪達和幻視的「吵雜鄰居」。哈恩稱該角色與汪達和幻視夫婦關係密切，經常插手兩人的諸多事務。
- 泰娜·帕麗斯 飾演 莫妮卡·藍博（Monica Rambeau）

「驚奇隊長」卡蘿·丹佛斯的摯友瑪莉亞·藍博的女兒，天劍局的特工。影集中展現該角色在2019年電影《驚奇隊長》中首次出現於漫威電影宇宙之後的成長經歷。該角色起初以「潔拉汀」（Geraldine）的名字出現於情景喜劇《汪達幻視》中，自稱是汪達和幻視的鄰居。首席編劇潔克·薛佛最初的提案中使用別的角色代替莫妮卡·藍博，她很高興見到漫威同意在影集中加入該角色。
- 藍道爾·朴 飾演 吉米·吳（英语：Jimmy Woo）

聯邦調查局探員，當前與黛絲·路易斯搭檔破解謎團，此前是「蟻人」史考特·朗恩的假釋官。該角色在2018年電影《蟻人與黃蜂女》中首次出現於漫威電影宇宙。吉米在劇中以近景魔術的方式自我介紹，延續電影《蟻人與黃蜂女》中的情節，展現了該角色不斷增長處事能力，從而獲得主導調查更大案件的機會。藍道爾·朴花費數天時間向魔術師學習影集中的紙牌戲法。
- 凱特·丹寧絲 飾演 黛絲·路易斯（英语：Darcy Lewis）

天體物理學專業博士，當前與吉米·吳搭檔破解謎團。她此前以實習生身份擔當珍·佛斯特的助手，並與「雷神」索爾成為朋友。該角色曾出現於2011年電影和2013年電影《雷神索爾2：黑暗世界》。丹寧絲認為路易斯這個角色從2013年到2023年不會有太大變化，只是「更成熟、更智慧、更資深」。她取得天體物理學專業博士學位後，以前所未有的視角看待問題，充滿自信。
- 黛布拉·喬·拉普（英语：Debra Jo Rupp） 飾演 莎朗·戴維斯（Sharon Davis）

紐澤西州西景鎮的居民，托特·戴維斯的妻子。她在情景喜劇《汪達幻視》中飾演哈特夫人（Mrs. Hart），汪達和幻視的鄰居，亞瑟·哈特的妻子。
- 弗雷德·邁拉麥德 飾演 托特·戴維斯（Todd Davis）

西景鎮的居民，莎朗的丈夫。他在情景喜劇《汪達幻視》中飾演亞瑟·哈特（Arthur Hart），汪達和幻視的鄰居，幻視的老闆。
- 伊凡·彼得斯 飾演 華夫·勃南（英语：Ralph Bohner）

西景鎮的居民。受阿嘉莎暗中操縱，在情景喜劇《汪達幻視》中出演汪達的雙胞胎哥哥皮特洛·麥西莫夫。彼得斯此前在二十世紀影業的《X戰警電影系列》中出演同一角色彼得·麥西莫夫。漫威電影宇宙中真正的皮特洛·麥西莫夫此前由亞倫·強森飾演，但在2015年電影《復仇者聯盟2：奧創紀元》中死亡。潔克·薛佛和聯合執行製片人瑪麗·利瓦諾斯（Mary Livanos）均希望該角色能夠出現於影集之中，她們利用故事中的「真假現實」，在虛構的情景喜劇中「重新選角」。
影集中出現多名西景鎮的居民，阿西夫·阿里（Asif Ali）飾演阿比拉舒·譚頓（Abilash Tandon），他在情景喜劇《汪達幻視》中飾演幻視的同事諾姆（Norm）；大衛·倫格爾（David Lengel）飾演哈洛·普拉特（Harold Proctor），他在情景喜劇中飾演菲爾·瓊斯（Phil Jones）；阿莫斯·格里克（Amos Glick）飾演披薩送餐員，他在情景喜劇中飾演郵差及快遞員丹尼斯（Dennis）；艾瑪·考爾菲德飾演莎拉·普拉特（Sarah Proctor），她在情景喜劇中飾演菲爾·瓊斯的妻子多蒂·瓊斯（Dottie Jones）；大衛·佩頓（David Payton）飾演約翰·柯林斯（John Collins），他在情景喜劇中飾演赫伯特（Herb）。伊塔馬爾·恩里克斯（Ithamar Enriquez）和維多利亞·布萊德（Victoria Blade）分別出演情景喜劇的中場廣告男女演員。喬許·斯塔姆博格飾演天劍局代理局長泰勒·海沃德。艾倫·赫克納（Alan Heckner）和莎麗娜·安杜茲（Selena Anduze）分別飾演天劍局的蒙蒂特工（Agent Monti）和羅德里格斯特工（Agent Rodriguez）。朱利安·希利亞德（Julian Hilliard）和傑特·克萊恩（Jett Klyne）分別飾演情景喜劇中汪達和幻視的兒子比利和湯米。
茱蓮妮·普迪客串出演西景鎮的居民伊莎貝爾·馬蘇德（Isabel Matsueda），她在情景喜劇中飾演貝芙（Beverly）。柴克·亨利（Zac Henry）客串出演天劍局特工富蘭克林（Agent Franklin），他進入汪達創造的幻像中成為「養蜂人」。蘭迪·奧格斯比客串出演情景喜劇中的尼爾森醫生（Doctor Nielson）。衛斯理·基墨（Wesley Kimmel）和辛德妮·湯瑪斯（Sydney Thomas）分別客串出演廣告中的男孩和女孩。凱特·富比士（Kate Forbes）客串出演阿嘉莎·哈克尼斯的母親伊凡諾拉·哈克尼斯（Evanora Harkness），伊蓮娜·高漢奇（Ilana Kohanchi）和達尼亞爾（Daniyar）分別客串出演汪達的母親伊琳娜·麥西莫夫（Iryna Maximoff）和父親奧列·麥西莫夫（Olek Maximoff）。蓋布瑞·古列維奇（Gabriel Gurevich）客串出演幼年皮特洛。

## 集數
| 集數 | 標題 | 譯名 | 導演        | 編劇                               | 上線日期      |
| --- | ---- | ---- | ----------- | ---------------------------------- | ------------- |
| 1 |      |      | 麥特·夏克曼 | 潔克·薛佛                          | 2021年1月15日 |
| 20世紀50年代，「新婚」夫婦汪達和幻視搬進西景鎮。幻視是機器人，汪達能夠使用意念隔空操縱物體。虽然兩人均擁有超能力，他們仍以普通夫婦身份示人。某天他們注意到月曆上當天日期旁邊被標記一顆心形符號，但是兩人均忘記這個符號所代表的意義。幻視出發前去計算服務公司工作，汪達決定將當天作為結婚紀念日。鄰居艾格妮絲拜訪汪達，幫她籌備紀念日所需物品。雖然幻視的工作效率異常迅速，但是他对公司的主營業務一无所知。老闆亞瑟·哈特提醒幻視，稍後會和夫人一起前去他家中做客，這時幻視才知道心形符號的意義。當晚，汪達和幻視倉促之間使用超能力為客人準備好晚餐，夫婦兩人分別使用轉移注意力的各種方式為對方打掩護。就餐期間，哈特先生被食物噎住，生命垂危，最终幻視使用超能力拯救哈特先生。以上事件均發生於虛構的情景喜劇《汪達幻視》之中，某人正通過古董電視機觀看這部喜劇。 情景喜劇《汪達幻視》的中場廣告為史塔克工業生產的「吐司夥伴2000」烤麵包機。 |      |      |             |                                    |               |
| 2 |      |      | 麥特·夏克曼 | 格蕾琴·恩德斯                      | 2021年1月15日 |
| 20世紀60年代，汪達和幻視夫婦夜間多次聽到窗外奇怪的聲音。轉天之後，兩人在家中為即將舉行的才藝表演準備魔術節目。汪達、艾格妮絲、貝芙以及其他女性一起參加多蒂舉辦的日間戶外聚會，汪達在聚會上結識名叫潔拉汀的鄰居，並從電台廣播中聽到有人持續呼喚汪達的名字。幻視為了融入社區監察隊，行為舉止模仿普通人，接過鄰居遞來的大紅口香糖，嚼了起來。口香糖意外進入幻視的體內，粘在機械齒輪上造成幻視的思維和行動故障。幻視來到才藝表演現場，多次失态向鄰居展示超能力，汪達將它們巧妙地偽裝成普通魔術，兩人的出色表演得到觀眾好評。兩人回到家中，汪達突然發現自己懷孕了。正當他們準備慶祝之際，發現屋外有一個「養蜂人」從下水道口鑽出。汪達受到驚嚇，即刻「倒帶」至此人出現之前，將時間調整至20世紀70年代，黑白畫面隨之轉變為彩色畫面。 情景喜劇《汪達幻視》的中場廣告為「史特拉克」手錶。 |      |      |             |                                    |               |
| 3 |      |      | 麥特·夏克曼 | 梅根·麥克唐納                      | 2021年1月22日 |
| 20世紀70年代，尼爾森醫生證實汪達的身體狀況一切正常，她和幻視開始學習備孕知識。幻視送醫生回去時，看到鄰居赫伯特不慎用電鋸切割兩家之間的隔離牆。汪達和幻視準備好嬰兒房。兩人在孩子起名的問題上發生爭執，汪達希望叫湯米，而幻視希望叫比利。汪達的懷孕時間突然達到六個月，開始出現假性宮縮，受到刺激的汪達使用意念關停整個小鎮的電力。幻視前去尋找尼爾森醫生，後者正準備與妻子前去百慕達度假。潔拉汀前來拜訪汪達，幫助她順利生下一個男嬰湯米。幻視帶著尼爾森醫生回到家中，汪達生下第二個男嬰比利。幻視見到艾格妮絲和赫伯特在竊竊私語，他們告知幻視潔拉汀剛剛來到小鎮，在這裡沒有住所和家人。汪達告訴潔拉汀，她同樣有個雙胞胎哥哥皮特洛，潔拉汀詢問她是否記得奧創殺死了皮特洛。汪達质问其意图并注意到潔拉汀佩戴著裝飾有天劍局標誌的吊墜。幻視回到家中，潔拉汀已不在，汪達稱「她必須得回家了」。潔拉汀被「拋出」西景鎮，天劍局的大批特工在外接應。 情景喜劇《汪達幻視》的中場廣告為「九頭蛇浴盐」。 |      |      |             |                                    |               |
| 4 |      |      | 麥特·夏克曼 | 博巴克·埃斯法里亞尼和梅根·麥克唐納 | 2021年1月29日 |
| 天劍局特工莫妮卡·藍博上尉經過「彈指事件」後在醫院病床邊復活，她從醫生口中得知母親瑪莉亞·藍博已於三年前因病離世。三週之後，莫妮卡回到天劍局工作，受代理局長泰勒·海沃德派遣，與吉米·吳聯合調查紐澤西州西景鎮的人口失蹤案件。莫妮卡發現小鎮周圍佈滿宇宙微波背景能量場，随后被「吸入」小鎮。天劍局在小鎮外部建立臨時研究基地，先後派遣無人機和特工前去勘察，同時邀請包括黛絲·路易斯博士在內的各領域專家展開聯合調查。黛絲使用古董電視機接收到小鎮中傳出的情景喜劇《汪達幻視》的電視節目信號。天劍局從節目中得知，劇中演員大多為小鎮中的真實居民，莫妮卡化名為潔拉汀混入其中。黛絲和吉米嘗試聯繫汪達，以失敗告終。當莫妮卡提及奧創後，汪達使用超能力將她逐出小鎮。此時汪達看到幻視死亡的模樣，受到驚嚇的她很快將周遭事物恢復成情景喜劇的幻像。甦醒後的莫妮卡告知天劍局，這一切均是汪達所为。 |      |      |             |                                    |               |
| 5 |      |      | 麥特·夏克曼 | 彼得·卡麥隆和麥肯齊·多爾           | 2021年2月5日  |
| 20世紀80年代，汪達和幻視用盡辦法試圖讓嬰兒湯米和比利停止哭鬧。艾格妮絲前來幫助他們照顧嬰兒，幻視見到艾格妮絲「古怪」的行為以及她對汪達的態度，開始產生疑問。當幻視嘗試詢問汪達時，湯米和比利突然長到5歲。一隻小狗出現在房間之中，湯米和比利希望父母能夠同意收養小狗，艾格妮絲建議給小狗取名為小火花（Sparky）。湯米和比利為收養小狗，瞬間長到10歲。幻視在公司收到天劍局發來的電子郵件，其中揭示西景鎮的實際狀況。幻視短暫得知同事諾姆的真實想法，發現整個小鎮的人口和周遭事物都受到控制。莫妮卡為了重回小鎮，聯絡一位航太工程師來幫忙。天劍局遙控一架20世紀80年代的無人機進入小鎮，海沃德命令啟動所攜帶的武器攻擊汪達。汪達拖著破損的無人機從能量場中走出，警告海沃德不要再多管閒事。小火花「意外死亡」，汪達拒絕復活它。幻視不認同汪達控制小鎮居民的行為，但汪達稱並非所有事物都在她的掌控之中。兩人將要發生正面衝突，「皮特洛」的到來打斷了他們的爭吵。黛絲也在電視機前看到「皮特洛」被「重新選角」的一幕。 情景喜劇《汪達幻視》的中場廣告為「」紙巾。                                                           |      |      |             |                                    |               |
| 6 |      |      | 麥特·夏克曼 | 查克·海沃德和彼得·卡麥隆           | 2021年2月12日 |
| 20世紀90年代後期至21世紀初，汪達希望全家共同歡度孩子們的首個萬聖節，幻視稱準備與社區監察隊一起進行街道巡邏，他讓「皮特洛」代替自己照顧湯米和比利。「皮特洛」帶著孩子們玩起不給糖就搗蛋遊戲，湯米獲得了快速移動的超能力，引起一陣騷亂。赫伯特告訴汪達，幻視當天並沒有參與組織的工作。幻視獨自來到西景鎮邊緣，發現眾多居民被困在原地，無法動彈。他見到驅車至此的艾格妮絲，使用超能力使艾格妮絲暫時擺脫精神控制。恢復真實意志的艾格妮絲告訴幻視，他早已死亡。莫妮卡、黛絲和吉米對海沃德的強硬處理方式表示不滿，被驅逐出基地。三人潛入基地，侵入海沃德的裝置，發現海沃德一直在追蹤幻視體內汎合金發出的信號。莫妮卡接到消息，能夠幫她重回能量場內的航太工程師已到會合點。她和吉米先行離開，黛絲留下繼續嘗試攻破裝置的防火牆。幻視強行穿過能量場離開小鎮，他的身體開始分裂，最終倒地不起。比利感知到此事，告知汪達。汪達使用超能力擴大六邊形能量場的範圍，將幻視、黛絲和大批天劍局特工囊括在內。 情景喜劇《汪達幻視》的中場廣告為「」。                                                                            |      |      |             |                                    |               |
| 7 |      |      | 麥特·夏克曼 | 卡麥隆·史奎爾                      | 2021年2月19日 |
| 21世紀00年代後期，汪達決定單獨渡過一天。艾格妮絲將湯米和比利帶至她的家中照顧。幻視在西景鎮邊緣醒來，發現天劍局特工成為馬戲團中的演員。他使用超能力使黛絲擺脫精神控制，兩人駕駛一輛大巴車逃出馬戲團。黛絲在途中向幻視講述他的死亡經過以及與當前局勢相關的真實事件。汪達發覺自己開始無法控制房間內不斷變化的物體。在小鎮之外，莫妮卡與母親生前的親信古納少校會面。他們帶來一輛特種車。莫妮卡駕駛車輛未能穿過能量場，隨後她徒步進入六邊形能量場內。她的視覺因此增強，能夠識別到物體周圍的電磁波譜。莫妮卡勸阻汪達不要再繼續下去，以免成為海沃德口中的「反派」，汪達未能將莫妮卡再次逐出能量場。艾格妮絲出面勸解她們，請莫妮卡離開，將汪達帶至自己家中。汪達進入地下室尋找湯米和比利，發現這是一間風格奇異的密室。艾格妮絲來到密室，自稱為阿嘉莎·哈克尼斯，向汪達透露自己也是能夠操縱魔法的女巫。阿嘉莎一直都在「配合演出」汪達的情境喜劇，她此前施展魔法，將「皮特洛」送至汪達的家門前，還殺死了小火花。在片尾彩蛋中，莫妮卡發現阿嘉莎的密室，被「皮特洛」撞見。 情景喜劇《汪達幻視》的中場廣告為「」抗抑鬱藥。 |      |      |             |                                    |               |
| 8 |      |      | 麥特·夏克曼 | 蘿拉·道尼                          | 2021年2月26日 |
| 1693年，美國麻薩諸塞州塞勒姆的審巫案期間，阿嘉莎·哈克尼斯因私自練習黑魔法被女巫團體審判。眾女巫計劃處死阿嘉莎。阿嘉莎使用魔法將她們全部殺死。當前，阿嘉莎使用魔法控制汪達，同時以湯米和比利的性命要挾她，希望獲知她是如何能夠掌控整個西景鎮。為此，阿嘉莎強迫汪達重新檢視生命中的關鍵時刻。兒時的汪達和皮特洛在蘇科維亞的家中遭受炸彈襲擊，她利用與生俱來的能力阻止炸彈爆炸。隨後，汪達作為志願者參加九頭蛇組織的實驗，她接近心靈寶石，激發出自身潛在的魔法能力。此後，汪達在復仇者總部結識幻視。在「彈指事件」後，復活的汪達來到天劍局，希望帶走幻視的遺體。汪達見到工作人員正在拆解幻視的身體零件，闖入實驗室後，她未能感知到幻視存在。汪達獨自離開，前往西景鎮，在此之前幻視已在小鎮上購買了一處土地。汪達使用幻像魔法迅速構建一幢房屋以及全新的幻視，同時將幻像以六邊形能量場的形式擴展至整個小鎮。阿嘉莎告知汪達她的能力實際上是混沌魔法，這會讓她成為「緋紅女巫」。在片尾彩蛋中，海沃德啟動由死去幻視的身體零件組裝而成的機械有機體「白幻視」。                                                        |      |      |             |                                    |               |
| 9 |      |      | 麥特·夏克曼 | 潔克·薛佛                          | 2021年3月5日  |
| 阿嘉莎企圖獲得汪達的混沌魔法。天劍局派遣白幻視進入西景鎮，與汪達創造的幻視纏鬥在一處。阿嘉莎施展魔法使小鎮的全部居民擺脫汪達的精神控制。恢復真實意志的眾人請求汪達將他們釋放，汪達使用魔法不斷在能量場邊界上撕開缺口。海沃德帶著大批天劍局特工趁此機會進入小鎮。汪達見到幻視和雙胞胎兒子的身體開始分裂，將缺口重新關閉。莫妮卡發現「皮特洛」的真實身份是小鎮居民華夫·勃南，並將他從阿嘉莎的咒語中解救出來。莫妮卡為救湯米和比利，用身體擋住海沃德發射的子彈。子彈穿過她的身體之後落地，獲得超能力的莫妮卡並未受傷。海沃德企圖駕車逃走，被黛絲攔下。汪達創造的幻視為白幻視恢復記憶，白幻視飛身離開。汪達使用咒語封印阿嘉莎並奪走她的法力，成為「緋紅女巫」。汪達將阿嘉莎困在小鎮，同時對她使用心靈控制，讓她以為自己是普通居民「艾格妮絲」。在能量場完全消失之前，汪達與雙胞胎兒子和幻視告別，此後她飛離小鎮。在片尾彩蛋中，海沃德被逮捕。一名史克魯爾人前來通知莫妮卡，她母親的朋友希望能夠與她會面。汪達隱居於深山木屋，聽到雙胞胎兒子的呼救聲，她以「星靈型態」參照阿嘉莎的《黑暗神書》修習魔法。          |      |      |             |                                    |               |

## 製作

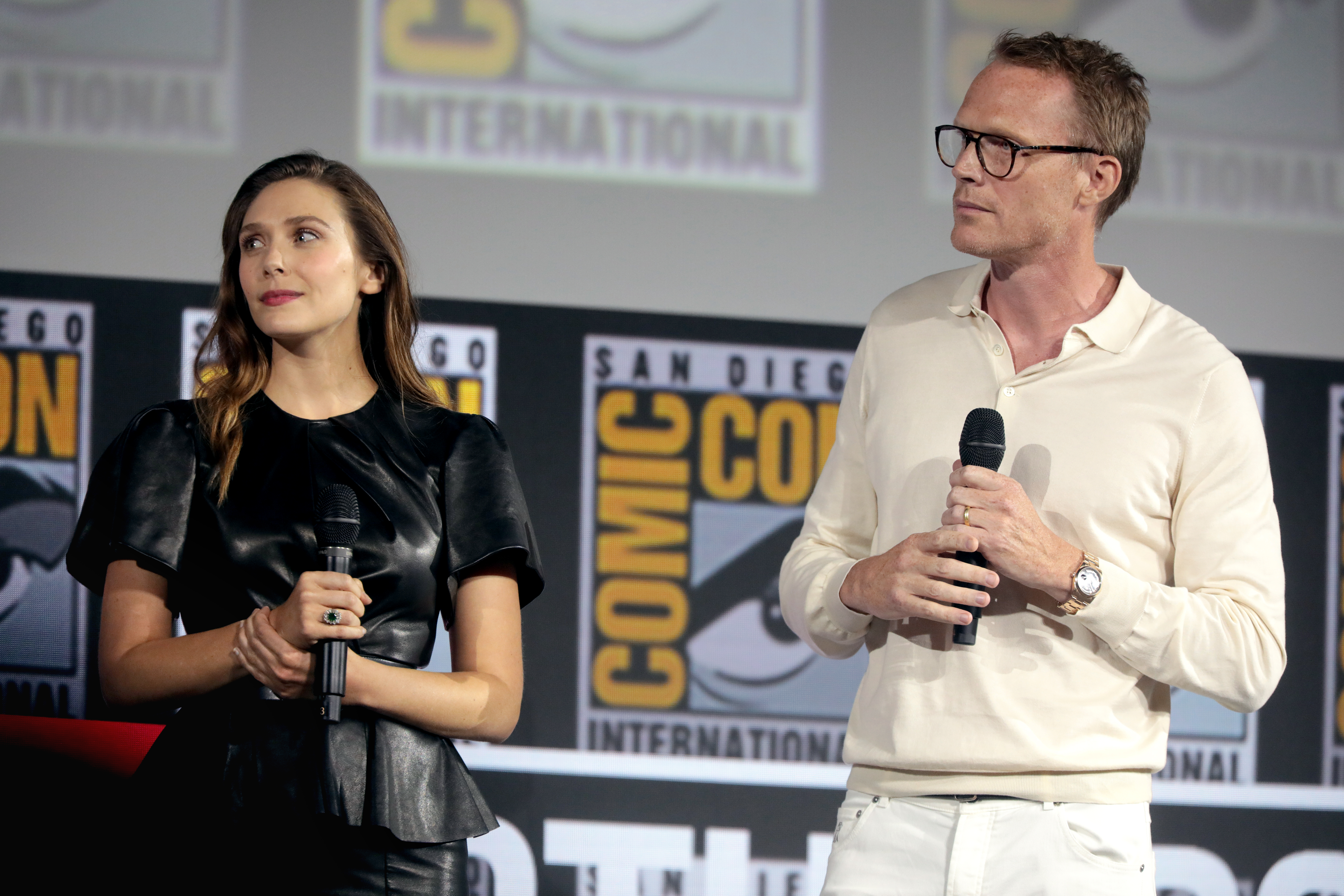
主演伊莉莎白·歐森和保羅·貝特尼在2019年聖地牙哥國際漫畫展

2017年11月，華特迪士尼公司宣佈為其旗下即將在2019年底正式運行的線上串流媒體平台Disney+開發漫威電影宇宙系列電視劇。2018年9月，報道稱漫威影業正在為Disney+開發數個影集，伊莉莎白·歐森有望在其中飾演「緋紅女巫」汪達·麥西莫夫。10月底，飾演幻視的保羅·貝特尼有望出演該影集，並且有大量戲份，著重於他與汪達之間的感情關係。2019年1月，潔克·薛佛被選定為影集的首席編劇。她同時擔當執行製片人，並執筆試播集劇本。4月，迪士尼和漫威公佈影集的正式名稱為《汪達幻視》（WandaVision）。8月，麥特·夏克曼確認執導《汪達幻視》，該迷你劇原本計劃共包括6集。麥特·夏克曼、凱文·費吉與漫威影業的路易斯·德·埃斯波西托以及維多利亞·阿隆索共同擔當執行製片人:50。每集預算達2,500萬美元。
《汪達幻視》的故事發生在2019年電影《復仇者聯盟：終局之戰》之後。《汪達幻視》的劇情直接影響第四階段的2022年電影《奇異博士2：失控多重宇宙》的故事情節。節目統籌潔克·薛佛和導演麥特·夏克曼與《蜘蛛人：無家日》的導演強·華茲、《奇異博士2：失控多重宇宙》的導演山姆·雷米以及漫威影業正在開發的其他影集項目的主創人員溝通，確保影集在劇情上能夠流暢銜接。潔克·薛佛還透露劇中出現的天劍局的全稱由漫畫中的「感知世界觀測與應對局」（Sentient World Observation and Response Department）改名為「感知武器觀測應對局」（Sentient Weapon Observation Response Division），與此後更多的故事情節有關。
影集的主體拍攝於2019年11月4日在美國喬治亞州亞特蘭大的松林製片廠開機。麥特·夏克曼擔當導演，傑斯·霍爾擔當攝影指導。2019年12月至2020年2月，製作組在亞特蘭大都會區取景拍攝。3月14日，受2019冠狀病毒病疫情影響，劇組暫停製作工作。劇組於9月在洛杉磯重啟補拍作業。影集於11月初殺青，主演歐森隨後加入2022年電影《奇異博士2：失控多重宇宙》的拍攝作業。
蒂姆·羅奇（Tim Roche）、贊恩·貝克（Zene Baker）和諾娜·科黛（Nona Khodai）擔當後期剪輯師:20。後期特效製作公司包括數字王國、光影魔幻工業、怪物外星人機器人喪屍（Monsters Aliens Robots Zombies）、和。
2020年1月，克里斯托弗·貝克宣佈為影集作曲。他此前曾擔當2015年電影《蟻人》和2018年電影《蟻人與黃蜂女》的作曲家。12月，漫威公佈勞勃·羅培茲和克莉絲汀·安德森-羅培茲為影集創作主題曲，兩人此前曾在迪士尼的《冰雪奇緣系列》中與克里斯托弗·貝克合作。每集原聲帶依次於2021年1月22日至3月12日發行，在每集播出的一週之後釋出，其中包括勞勃·羅培茲和克莉絲汀·安德森-羅培茲創作的主題曲，由漫威音樂和好萊塢唱片聯合發行。

## 市場營銷
2019年11月12日，《汪達幻視》在Disney+上線的當天，製作方在漫威影業的特別節目《漫威影業擴展宇宙》（Expanding the Universe）中宣傳影集。12月，凱文·費吉在巴西聖保羅的動漫體驗展上發佈首張劇照。2020年2月2日，在第五十四屆超級盃的中場廣告時間，漫威公佈了《汪達幻視》、《獵鷹與酷寒戰士》和《洛基》的限定預告短片。網站編輯戴斯·約翰斯頓（Dais Johnston）表示，預告短片中致敬了不同時代的多部情景喜劇，包括《迪克·范·戴克秀》（1961–1966年）、《天才小麻煩》（1957–1963年）、《神仙家庭》（1964–1972年）、《脫線家族》（1969–1974年）、《胖妞羅珊》（1988–1997年）和《歡樂滿屋》（1987–1995年）等。約翰斯頓寫道：「《汪達幻視》不僅是漫威迷的必看影集，也在當前的串流媒體時代，為眾多擁有懷舊情懷的人士重溫跨越多個時代的童年時光。」網站編輯朱莉婭·亞歷山大（Julia Alexander）表示短片雖未提供太多信息，但足以吸引影迷的眼球。網站編輯哈利·福奇（Haleigh Foutch）認為漫威帶來的預告短片成為整個節目的焦點，其中「《汪達幻視》的鏡頭最令人興奮，它看上去非常奇怪而且無法預測。」
2020年9月20日，在第72屆黃金時段艾美獎播出期間，迪士尼釋出影集的官方預告片。預告片上線後的24小時內，觀看次數達到5,570萬，其中網站上有3,610萬次，網站上有490萬次，網站上有1,010萬次，打破所有串流媒體原創節目的宣傳預告片的最多觀看次數記錄。網站編輯伊桑·安德頓（Ethan Anderton）認為預告片中的影像「看起來是漫威影業的影視項目之中最為迷幻的作品之一」。他還指出，幻視所穿的萬聖節服裝致敬了漫畫，同時表明「影集中會有更多輕鬆的內容」。網站編輯馬特·帕切斯（Matt Patches）稱預告片中「充斥著笑聲、鮮艷色彩和古怪行為」，留下諸多謎團。網站編輯諾亞·多明格斯（Noah Dominguez）認為預告片「生動展現了不少內容以及視覺技巧」。網站編輯查爾斯·普利亞姆-摩爾（Charles Pulliam-Moore）表示預告片利用派特斯的歌曲〈曙暮時光〉將奇怪的一幕幕串聯起來，「呈現快速換台尋找想看節目的效果。」他認為片中仍未明確汪達使用魔法改變周遭事物的靜止視覺效果是否真實存在。《好萊塢報導》的編輯李察·紐比（Richard Newby）稱預告片中「充實的內容為影迷提供了不少期待已久的信息，同時仍有謎團等待在影集播出時解開。」2020年12月，報道證實多名演員在《蜘蛛人：無家日》中將回歸出演此前在多部《蜘蛛人系列電影》中的角色，《好萊塢報導》的編輯格雷姆·麥克米倫（Graeme McMillan）稱《汪達幻視》的預告片因此被「賦予全新的視角」，表示片中出現多個「版本」的汪達·麥西莫夫和幻視是由於汪達「打通了不同現實之間的隔牆」，這個設定可能不但延續至《奇異博士2：失控多重宇宙》，還會影響《蜘蛛人：無家日》。
2020年12月初，漫威陸續公佈分別以 1950年代至2000年代初為主題的6幅海報，其中元素的變化展現時間流逝以及劇情進展。12月10日，漫威在迪士尼投資人會議期間釋出第二支預告片。網站編輯伊桑·安德頓表示預告片展示了更多的非情景喜劇場景。網站編輯查姆·加滕伯格（Chaim Gartenberg）稱預告片依然「離奇古怪令人費解」。網站編輯湯姆·賴曼（Tom Reimann）對比漫畫《M皇室》中的情節，稱預告片「十分奇怪」。網站編輯托尼·索科爾（Tony Sokol）稱讚預告片以頑童合唱團的歌曲〈白日夢信徒〉作為背景音樂，認為歌曲的名稱和歌詞很貼切地反映了汪達·麥西莫夫此時的精神狀態。
2020年12月17日，漫威釋出第一支電視宣傳廣告，標題為《婚姻》，片中前段的時代背景為1950年代至60年代，借鑒同時期開播的情景喜劇《我愛露茜》，加入罐頭笑聲，隨後時代不斷發展，畫面轉為彩色。《漫威影業：傳奇角色》的前兩集分別以汪達·麥西莫夫和幻視為主題，於2021年1月8日播出。2021年1月，漫威宣佈開啟「漫威必備」（Marvel Must Haves）一站式網路商店，出售與漫威影視項目相關的玩具、遊戲、書籍、服裝和家居裝飾等周邊產品。2021年1月18日至3月8日，漫威於每集播出之後的週一上架《汪達幻視》的相關產品。

## 發行
《汪達幻視》原預定於串流媒體平台Disney+正式上線的第二年，即2020–2021年首播，影集總時長約為6個小時。2019年7月20日，漫威在聖地牙哥國際漫畫展上表示《汪達幻視》將在2021年春首播。2020年1月，漫威宣佈影集調整至2020年播出。2月，漫威宣佈影集原計劃於2020年12月播出。
2020年11月，迪士尼正式宣佈影集定於2021年1月15日首播，前兩集於2021年1月15日播出，此後每週播出一集，3月5日完結，共9集。前兩集在釋出時標題暫時為「第一集」（Episode 1）和「第二集」（Episode 2），迪士尼於2021年1月20日公佈正式標題。的裴懷陳（Hoai-Tran Bui）認為漫威為避免劇透，每集標題均選取電視領域常用的宣傳標語。漫威影業曾考慮將影集一次性釋出，看到《星際大戰》系列的第一部真人影集《曼達洛人》以每週一集的模式播出並取得成功之後，漫威改變了最初的策略。凱文·費吉稱這種播出方式「可以留有懸念，讓觀眾猜想接下來的劇情，還能夠有一週的時間重複觀看。」《君子雜誌》的馬特·米勒（Matt Miller）認為《汪達幻視》的發行時機十分恰當，此時許多觀眾「萌生懷舊之情，以逃避充滿流性疾病和混亂的現實世界。」這一切類似於劇中汪達在西景鎮的做法。《汪達幻視》屬於漫威電影宇宙第四階段，是該階段的第一部電視劇。

## 迴響

### 觀眾收視
參考尼爾森媒體研究公司提供的數據，《汪達幻視》在2021年1月11日至17日當週獲得4.34億分鐘的觀看時長，在串流媒體平台原創影集的觀看時長排行榜上位列第6。前兩集的完整觀看次數約為648萬。互聯網電視分析媒體表示《汪達幻視》是追蹤的所有串流媒體平台中最多觀看的節目。該影集的觀眾收視指數為8127，為平均值的81倍。

### 評價
| 季數 | 季數 | 爛番茄           | Metacritic     |
| ---- | ---- | ---------------- | -------------- |
|      | 1    | 92%（433篇評論） | 77（43篇評論） |

《汪達幻視》收到多數影評人的好評。根据評論匯總网站爛番茄汇总的433篇评论文章，92%的评论家给予该作正面评价，平均打分为7.8分（满分10分）。该网站总结的评论家共识是“《汪達幻視》是對電視史的強烈致敬，兼具怪誕的神秘風格，它是漫威電影宇宙進入小螢幕的奇妙而大膽的一步，同時展現伊莉莎白·歐森和保羅·貝特尼的出色表演”。在Metacritic上，43位影評人共給予了77分的分數（滿分100分），這部影集獲得了「普遍好評」。
在《汪達幻視》首播之前，漫威影業將前三集提供給知名影視新聞媒體和網站的影評人。的麗貝卡·安努奇（Rebecca Iannucci）對前三集給出「A」級評價，表示有趣、新鮮和明快的整體基調與預想的有所偏差，讚揚了歐森等主要演員的表演。她同時質疑影集是否應該改為一次性釋出，而不是逐週播出。《影音俱樂部》的山姆·巴爾桑蒂（Sam Barsanti）給出「A-」的評分等級，認為《汪達幻視》有潛力為漫威電影宇宙帶來新元素和新的敘事風格。《好萊塢報導》的丹尼爾·費恩伯格（Daniel Fienberg）稱「雖然《汪達幻視》的怪異程度可能比不上《星際異攻隊》，後者有能夠說話的浣熊和處於青春期的樹苗，但是製作組有足夠的勇氣完成對經典情景喜劇的後現代重新演繹，並將它們呈現給期望看到時尚套裝和炫酷爆炸效果的觀眾。」他將其比作漫威版本的《廚師太多》。的麗茲·香農·米勒（Liz Shannon Miller）給出「A」級評價，稱讚劇中不同年代間的轉換手法，並讚揚主演歐森和貝特尼的表演。《娛樂周刊》的達倫·弗朗希（Darren Franich）給出「B+」的評分等級，表示在觀看過程中能夠感受到經典電視節目的氛圍，他認為這部影集能否取得成功的關鍵在於所設置的懸疑謎底是否會令人滿意。
《綜藝》的卡羅琳·弗蘭克（Caroline Framke）稱前三集沒有感到「特別有趣」，其中的最佳場景為汪達和幻視的所處世界並非現實。《芝加哥論壇報》的邁克爾·菲利普斯（Michael Phillips）對前三集給出負面評價，認為這是一齣「有趣的爛劇」，將完全能夠在一集內講完的故事注水至三集。網站的羅克薩娜·哈達迪（Roxana Hadadi）認為通過前三集很難確定劇情的發展方向。《好萊塢新聞前線》的多米尼克·帕滕（Dominic Patten）同樣給出負面評價，稱其「令人疲倦」，充滿「嬰兒潮時期的笑點」。他認為《汪達幻視》是漫威電影宇宙電視劇的倒退，相較之下，Netflix系列電視劇和ABC系列的《神盾局特工》更好。

### 分析
前三集播出之後，《好萊塢報導》的李察·紐比推測影集將引出第四階段的反派角色梅菲斯特。他指出劇中充斥著六邊形元素，根據英文構詞法，六邊形英文的前綴在希臘語中為「六」的意思，在德語中為「巫術」之意，這兩個意象均在前三集中有所涉及。參考漫畫中的角色，紐比認為漫威電影宇宙中無限寶石的「循環使用和破壞」催生出梅菲斯特。儘管梅菲斯特不會再像薩諾斯在無限傳奇系列中那樣逐一收集寶石，無限寶石仍在第四階段發揮重要作用。紐比還認為梅菲斯特將會在《洛基》、《蜘蛛人：無家日》和《奇異博士2：失控多重宇宙》中出場。網站編輯朱莉婭·亞歷山大認同紐比的推測，她表示《汪達幻視》正在逐步引入梅菲斯特，該角色可能成為銜接第四階段影視項目的主要元素之一，她還表示六邊形可能暗指組織。

### 獎項
《汪達幻視》獲得8項黃金時段艾美獎提名，15項黃金時段創意藝術艾美獎提名（其中3項獲獎），影集還獲得1項美國導演工會獎提名，7項好萊塢影評人協會電視獎提名（其中2項獲獎），1項愛爾蘭電影電視學院獎提名，6項MTV影視大獎提名（其中4項獲獎）和4項電視評論家協會獎提名等獎項。

## 相關媒體

### 紀錄片特輯
2021年2月，迪士尼宣佈製作紀錄片影集《漫威影業：創作大本營》，包括漫威電影宇宙電影和影集項目的幕後製作花絮，並採訪主要演員和創意團隊。以影集《汪達幻視》為主題的特輯於2021年3月12日釋出。

## 未來計劃

### 相關電影
2021年1月，首席編劇潔克·薛佛稱當前無法討論是否開發第二季，她認為影集已經「非常完整」。凱文·費吉稱當前沒有規劃製作第二季，並表示漫威電影宇宙第四階段電影《奇異博士2：失控多重宇宙》展現《汪達幻視》的後續劇情。導演麥特·夏克曼稱關於第二季「完全沒有」任何計劃，除非有具體的故事情節為第二季提供劇本支撐。泰娜·帕麗斯將在2023年電影《驚奇隊長2》中回歸出演莫妮卡·藍博。《驚奇隊長2》由《汪達幻視》的編劇梅根·麥克唐納執筆劇本。

### 衍生影集
2021年10月，《綜藝》報導稱漫威正在開發一部「黑色喜劇」類型的衍生影集，凱薩琳·哈恩回歸領銜出演阿嘉莎·哈克尼斯，潔克·薛佛回歸擔當編劇和執行製片人。哈恩與漫威影業已簽訂出演多部影視作品的合約，其中包括該衍生影集。2021年11月，漫威正式確定開發影集，片名為《阿嘉莎：哈克尼斯家族》（Agatha: House of Harkness）。2022年7月，漫威在聖地牙哥國際漫畫展上宣佈片名為《阿嘉莎：混沌女巫》（Agatha: Coven of Chaos）。

### 探索幻視
2022年10月，一部名為《幻視探索》（Vision Quest）的白幻視個人影集確定處於開發階段，作為《汪達幻視》的衍生作品。

## 備註
1. ↑  依照漫威電影宇宙電視劇播出次序。
2. ↑  依照漫威電影宇宙中故事發生的時間次序，參見漫威电影宇宙#時間線。
3. ↑  「彈指事件」的命名參見2019年電影《蜘蛛人：離家日》[3]。
4. ↑  老板的姓氏音同（心）。
5. ↑  史塔克工業（英语：Stark Industries）為霍华德·斯塔克创办的工业公司，后由其子東尼·史塔克继承[52]。
6. ↑  手錶名称出自恐怖组织“九头蛇”的领导人史特拉克男爵，广告中手表表面亦有九头蛇标志的出现[53]。
7. ↑  湯米和比利分別是漫畫中疾速（英语：Speed (Marvel Comics)）和巫術的名字，他們是汪達和幻視的兒子[54]。
8. ↑  參見2015年電影《復仇者聯盟2：奧創紀元》[54]。
9. ↑  參見2019年電影《復仇者聯盟4：終局之戰》[55]。
10. ↑  「皮特洛」在本集中由伊凡·彼得斯飾演，他此前在X戰警電影系列中出演同一角色彼得·麥西莫夫。漫威電影宇宙中真正的皮特洛·麥西莫夫此前由亞倫·強森飾演[35]。
11. ↑  參見2016年電影《美國隊長3：英雄內戰》[56]。
12. ↑  後續劇情參見2024年影集《女巫阿嘉莎》。
13. ↑  後續劇情參見2022年電影《奇異博士2：失控多重宇宙》[57]。

## 資料來源
1. 全新串流平台 Disney+ 11月12日即將正式登台 想看更多緋紅女巫的魔幻之力，不能錯過 《#汪達幻視》. Disney+於Facebook. 2021-10-24 [2021-10-21] （繁體中文）.
2. ↑  Hood, Cooper. . Screen Rant. 2021-01-29  [2021-02-05]. （原始内容存档于2021-01-29） （美国英语）.
3. ↑  Kennedy, Michael. . Screen Rant. 2021-02-04  [2021-02-05]. （原始内容存档于2021-02-05） （美国英语）.
4. ↑  Mancuso, Vinnie. . Collider. 2021-01-29  [2021-01-29]. （原始内容存档于2021-01-30） （美国英语）.
5. ↑  Hsiao, Kelly. . 時尚芭莎. 2020-12-11  [2021-02-05]. （原始内容存档于2021-02-05） （中文（臺灣））.
6. ↑  Dinh, Christine. . Marvel.com. 2020-02-02  [2020-02-03]. （原始内容存档于2020-02-04） （美国英语）.
7. 1 2  Coggan, Devan. . Entertainment Weekly. 2020-11-10  [2020-11-10]. （原始内容存档于2020-11-10） （美国英语）.
8. ↑  Purslow, Matt. . IGN. 2021-02-26  [2021-02-26]. （原始内容存档于2021-02-26） （美国英语）.
9. 1 2 3  Dinh, Christine. . Marvel Entertainment. 2019-04-12  [2019-04-12]. （原始内容存档于2019-04-12） （美国英语）.
10. ↑  Paige, Rachel. . Marvel.com. 2020-09-21  [2020-09-21]. （原始内容存档于2020-09-21） （美国英语）.
11. 1 2  Alter, Ethan. . Yahoo!. 2019-11-05  [2019-11-09]. （原始内容存档于2019-11-05） （美国英语）.
12. ↑  Shattuck, Kathryn. . The New York Times. 2019-10-11  [2020-10-21]. （原始内容存档于2020-08-07） （美国英语）.
13. ↑  Travis, Ben. . Empire. 2020-11-23  [2020-11-23]. （原始内容存档于2020-11-23） （美国英语）.
14. 1 2  Radish, Christina. . Collider. 2021-01-11  [2021-01-11]. （原始内容存档于2021-01-12） （美国英语）.
15. 1 2  Robinson, Stephen. . The A.V. Club. 2021-02-26  [2021-02-26]. （原始内容存档于2021-02-26） （美国英语）.
16. ↑  Travers, Ben. . IndieWire. 2021-02-26  [2021-02-26]. （原始内容存档于2021-02-27） （美国英语）.
17. ↑  O'Keefe, Meghan. . Decider. 2021-02-26  [2021-02-27]. （原始内容存档于2021-02-27） （美国英语）.
18. ↑  Purslow, Matt. . IGN. 2021-02-19  [2021-02-19]. （原始内容存档于2021-02-19） （美国英语）.
19. ↑  Feser, Molly. . Screen Rant. 2020-11-11  [2020-11-11]. （原始内容存档于2020-12-21） （美国英语）.
20. 1 2 3  Coggan, Devan. . Entertainment Weekly. 2020-11-10  [2020-11-10]. （原始内容存档于2020-11-10） （美国英语）.
21. ↑  Thorne, Will. . Variety. 2019-07-20  [2019-07-21]. （原始内容存档于2019-07-21） （美国英语）.
22. ↑  Barnhardt, Adam. . ComicBook.com. 2021-01-12  [2021-01-13]. （原始内容存档于2021-01-13） （美国英语）.
23. ↑  D'Alessandro, Anthony. . Deadline Hollywood. 2021-01-10  [2021-01-10]. （原始内容存档于2021-01-10） （美国英语）.
24. ↑  Baysinger, Tim. . TheWrap. 2021-01-12  [2021-01-30]. （原始内容存档于2021-01-12） （美国英语）.
25. 1 2 3 4  Fienberg, Daniel. . The Hollywood Reporter. 2021-01-14  [2021-01-14]. （原始内容存档于2021-01-14） （美国英语）.
26. ↑  Deckelmeier, Joe. . Screen Rant. 2021-02-04  [2021-02-06]. （原始内容存档于2021-02-06） （美国英语）.
27. 1 2  Cavanaugh, Patrick. . ComicBook.com. 2021-01-09  [2021-01-09]. （原始内容存档于2021-01-09） （美国英语）.
28. 1 2  Coggan, Devin. . Entertainment Weekly. 2019-08-23  [2019-08-24]. （原始内容存档于2019-08-24） （美国英语）.
29. ↑  Baysinger, Tim. . TheWrap. 2021-02-01  [2021-02-01]. （原始内容存档于2021-02-02） （美国英语）.
30. ↑  Guerrasio, Jason. . Insider Inc. 2021-02-02  [2021-02-06]. （原始内容存档于2021-02-06） （美国英语）.
31. ↑  Agard, Chancellor. . Entertainment Weekly. 2021-02-01  [2021-02-01]. （原始内容存档于2021-02-02） （美国英语）.
32. 1 2 3 4 5 6  Robinson, Stephen. . The A.V. Club. 2021-01-29  [2021-01-29]. （原始内容存档于2021-01-29） （美国英语）.
33. 1 2  Bundel, Ani. . Elite Daily. 2020-09-21  [2020-09-21]. （原始内容存档于2020-09-20） （美国英语）.
34. ↑  Holub, Christian. . Entertainment Weekly. 2021-02-26  [2021-02-26]. （原始内容存档于2021-02-26） （美国英语）.
35. 1 2  Schmidt, JK. . ComicBook.com. 2021-02-05  [2021-02-05]. （原始内容存档于2021-02-05） （美国英语）.
36. ↑  Paige, Rachel. . Marvel.com. 2021-02-08  [2021-02-08]. （原始内容存档于2021-02-23） （美国英语）.
37. ↑  Kroll, Justin. . Deadline Hollywood. 2020-10-13  [2020-10-14]. （原始内容存档于2020-10-14） （美国英语）.
38. 1 2 3 4 5 6  Hood, Cooper. . Screen Rant. 2021-01-15  [2021-01-15]. （原始内容存档于2021-01-15） （美国英语）.
39. ↑  Anderson, Jenna. . ComicBook.com. 2021-02-03  [2021-02-13]. （原始内容存档于2021-02-12） （美国英语）.
40. ↑  Ellard, Andrew. . The Guardian. 2021-02-26  [2021-02-26]. （原始内容存档于2021-02-26） （美国英语）.
41. ↑  Robinson, Joanna. . Vanity Fair. 2021-03-05  [2021-03-05]. （原始内容存档于2021-03-06） （美国英语）.
42. ↑  Venable, Nick. . Cinema Blend. 2021-01-15  [2021-01-15]. （原始内容存档于2021-01-15） （美国英语）.
43. 1 2  Framke, Caroline. . Variety. 2021-01-14  [2021-01-14]. （原始内容存档于2021-01-14） （美国英语）.
44. ↑  Kleinman, Jake. . Inverse. 2021-01-29  [2021-01-29]. （原始内容存档于2021-01-29） （美国英语）.
45. ↑  Hood, Cooper. . Screen Rant. 2021-01-29  [2021-01-29]. （原始内容存档于2021-01-29） （美国英语）.
46. ↑  Hood, Cooper. . Screen Rant. 2021-02-05  [2021-02-05]. （原始内容存档于2021-02-06） （美国英语）.
47. ↑  Petski, Denise. . Deadline Hollywood. 2020-10-30  [2020-10-30]. （原始内容存档于2020-10-30） （美国英语）.
48. ↑  Perry, Spencer. . ComicBook.com. 2021-01-29  [2021-01-29]. （原始内容存档于2021-01-29） （美国英语）.
49. ↑  Kaye, Don. . Den of Geek. 2021-01-22  [2021-01-24]. （原始内容存档于2021-01-24） （美国英语）.
50. ↑  Hood, Cooper. . Screen Rant.   [2021-01-22]. （原始内容存档于2021-01-22） （美国英语）.
51. ↑  Abrams, Simon. . The New York Times. 2021-02-26  [2021-03-05]. （原始内容存档于2021-03-03） （美国英语）.
52. ↑  Salazar, Savannah. . Vulture. 2021-01-22  [2021-01-23]. （原始内容存档于2021-01-23） （美国英语）.
53. ↑  Gemmill, Allie. . Collider. 2021-01-17  [2021-01-23]. （原始内容存档于2021-01-18） （美国英语）.
54. 1 2  Agard, Chancellor. . Entertainment Weekly. 2021-01-22  [2021-01-22]. （原始内容存档于2021-01-23） （美国英语）.
55. ↑  Riesman, Abraham. . Vulture. 2021-01-29  [2021-01-29]. （原始内容存档于2021-01-29） （美国英语）.
56. ↑  Ridgely, Charlie. . ComicBook.com. 2021-02-05  [2021-02-05]. （原始内容存档于2021-02-05） （美国英语）.
57. ↑  Ortiz, Andi. . TheWrap. 2021-03-05  [2021-03-05]. （原始内容存档于2021-03-05） （美国英语）.
58. ↑  Littleton, Cynthia. . Variety. 2017-11-09  [2017-11-10]. （原始内容存档于2017-11-10） （美国英语）.
59. ↑  Kroll, Justin. . Variety. 2018-09-18  [2018-09-18]. （原始内容存档于2018-09-19） （美国英语）.
60. ↑  Sciretta, Peter. . /Film. 2018-10-30  [2018-11-01]. （原始内容存档于2018-10-31） （美国英语）.
61. ↑  Petski, Denise; Patten, Dominic. . Deadline Hollywood. 2019-01-09  [2019-01-12]. （原始内容存档于2019-01-10） （美国英语）.
62. ↑  Kit, Borys. . The Hollywood Reporter. 2019-01-09  [2019-01-10]. （原始内容存档于2019-01-10） （美国英语）.
63. 1 2  Fischer, Jacob. . Discussing Film. 2019-08-21  [2019-08-24]. （原始内容存档于2019-08-24） （美国英语）.
64. ↑  Reinstein, Mara. . Emmy. 2020-12-16  [2020-12-19]. （原始内容存档于2020-12-20） （美国英语）.
65. ↑  Reinstein, Mara. . Emmy. Vol. XLII no. 12. 2020: 42–50  [2020-12-21]. （原始内容存档于2020-12-20） （美国英语）.
66. ↑  Jarvey, Natalie. . The Hollywood Reporter. 2019-10-16  [2019-10-17]. （原始内容存档于2019-10-17） （美国英语）.
67. ↑  Dumaraog, Ana. . Screen Rant. 2019-07-20  [2019-07-24]. （原始内容存档于2019-07-21）.
68. ↑  Davis, Brandon. . ComicBook.com. 2021-01-13  [2021-01-23]. （原始内容存档于2021-01-14） （美国英语）.
69. ↑  Boone, John. . Entertainment Tonight. 2021-01-26  [2021-01-27]. （原始内容存档于2021-01-27） （美国英语）.
70. ↑  Pearson, Ben. . /Film. 2021-02-03  [2021-02-03]. （原始内容存档于2021-02-03） （美国英语）.
71. ↑  BARNHARDT, ADAM. . ComicBook.com. 2019-09-09  [2019-09-16]. （原始内容存档于2019-09-20） （美国英语）.
72. ↑  Couch, Aaron. . The Hollywood Reporter. 2019-11-10  [2019-11-10]. （原始内容存档于2019-11-11） （美国英语）.
73. ↑  Fisher, Jacob. . Discussing Film. 2019-09-29  [2019-11-17]. （原始内容存档于2019-11-03） （美国英语）.
74. ↑  Radish, Christina. . Collider. 2020-11-25  [2020-12-12]. （原始内容存档于2020-12-07） （美国英语）.
75. ↑  Walljasper, Matt. . Atlanta. 2019-12-30  [2020-04-03]. （原始内容存档于2020-03-02） （美国英语）.
76. ↑  Walljasper, Matt. . Atlanta. 2020-02-29  [2020-03-02]. （原始内容存档于2020-03-02） （美国英语）.
77. ↑  Kroll, Justin. . Variety. 2020-03-14  [2020-03-14]. （原始内容存档于2020-03-14） （美国英语）.
78. ↑  Dela Paz, Maggie. . ComingSoon.net. 2020-06-04  [2020-06-04]. （原始内容存档于2020-06-04） （美国英语）.
79. ↑  Weiss, Josh. . SyFy Wire. 2020-09-21  [2020-09-23]. （原始内容存档于2020-09-23） （美国英语）. Filming only recently got back underway, whereas WandaVision was able to restart its shoot over the summer.
80. ↑  Barnhardt, Adam. . ComicBook.com. 2020-11-08  [2020-11-09]. （原始内容存档于2020-11-08） （美国英语）.
81. ↑  . Clarin.com. 2020-11-13  [2020-11-13]. （原始内容存档于2020-11-13） （西班牙语）.
82. ↑  Dumaraog, Ana. . Screen Rant. 2020-11-27  [2020-11-27]. （原始内容存档于2020-11-27） （美国英语）.
83. ↑   (PDF). Marvel Studios.   [2021-01-11]. （原始内容存档 (PDF)于2021-01-08） （美国英语）.
84. ↑  Travers, Ben. . IndieWire. 2021-01-14  [2021-01-24]. （原始内容存档于2021-01-15） （美国英语）.
85. ↑  Frei, Vincent. . Art of VFX. 2021-01-05  [2021-01-15]. （原始内容存档于2021-01-13） （美国英语）.
86. ↑  Workman, Robert. . SuperheroHype!. 2020-01-21  [2020-01-21]. （原始内容存档于2020-01-22） （美国英语）.
87. ↑  Taylor, Drew. . Collider. 2021-01-04  [2021-01-04]. （原始内容存档于2021-01-04） （美国英语）.
88. ↑  Davis, Brandon. . ComicBook.com. 2021-01-04  [2021-01-04]. （原始内容存档于2021-01-04） （美国英语）.
89. ↑  Anderton, Ethan. . /Film. 2021-01-24  [2021-01-27]. （原始内容存档于2021-01-25） （美国英语）.
90. ↑  Beck, Christophe [@CBeckOfficial].  (推文). 2021-01-12  [2021-01-12]. （原始内容存档于2021-01-13） –Twitter （美国英语）.
91. ↑  . Film Music Reporter. 2021-01-21  [2021-01-13]. （原始内容存档于2021-01-22） （美国英语）.
92. ↑  Dinh, Christine. . Marvel.com. 2019-11-13  [2019-11-14]. （原始内容存档于2019-11-14） （美国英语）.
93. ↑  Mancuso, Vinnie. . Collider. 2019-12-07  [2019-12-14]. （原始内容存档于2019-12-08） （美国英语）.
94. ↑  Coogan, Devan. . Entertainment Weekly. 2020-02-02  [2020-02-03]. （原始内容存档于2020-02-03） （美国英语）.
95. ↑  Johnston, Dais. . Inverse. 2020-02-03  [2020-02-03]. （原始内容存档于2020-02-04） （美国英语）.
96. ↑  Alexander, Julia. . The Verge. 2020-02-02  [2020-02-03]. （原始内容存档于2020-02-03） （美国英语）.
97. ↑  Foutch, Haleigh. . Collider. 2020-02-02  [2020-02-03]. （原始内容存档于2020-02-04） （美国英语）.
98. ↑  Couch, Aaron. . The Hollywood Reporter. 2020-09-20  [2020-09-20]. （原始内容存档于2020-09-21） （美国英语）.
99. 1 2  Anderton, Ethan. . /Film. 2020-09-20  [2020-09-21]. （原始内容存档于2020-09-21） （美国英语）.
100. 1 2  Dominguez, Noah. . Comic Book Resources. 2020-09-20  [2020-09-21]. （原始内容存档于2020-09-21） （美国英语）.
101. ↑  D'Alessandro, Anthony. . Deadline Hollywood. 2020-09-22  [2020-09-22]. （原始内容存档于2020-09-23） （美国英语）.
102. ↑  Patches, Matt. . Polygon. 2020-09-20  [2020-09-21]. （原始内容存档于2020-09-21） （美国英语）.
103. ↑  Pulliam-Moore, Charles. . io9. 2020-09-21  [2020-09-22]. （原始内容存档于2020-09-22） （美国英语）.
104. ↑  Newby, Richard. . The Hollywood Reporter. 2020-09-21  [2020-09-22]. （原始内容存档于2020-09-23） （美国英语）.
105. ↑  McMillan, Graeme. . The Hollywood Reporter. 2020-12-08  [2020-12-08]. （原始内容存档于2020-12-09） （美国英语）.
106. ↑  Pulliam-Moore, Charles. . io9. 2020-12-09  [2020-12-10]. （原始内容存档于2020-12-10） （美国英语）.
107. ↑  Anderton, Ethan. . /Film. 2020-12-10  [2020-12-13]. （原始内容存档于2020-12-11） （美国英语）.
108. ↑  Gartenberg, Chaim. . The Verge. 2020-12-10  [2020-12-13]. （原始内容存档于2020-12-11） （美国英语）.
109. ↑  Reimann, Tom. . Collider. 2020-12-10  [2020-12-13]. （原始内容存档于2020-12-13） （美国英语）.
110. ↑  Sokol, Tony. . Den of Geek. 2020-12-10  [2020-12-13]. （原始内容存档于2020-12-13） （美国英语）.
111. ↑  Wasserman, Ben. . cbr.com. 2020-12-17  [2020-12-18]. （原始内容存档于2020-12-19） （美国英语）.
112. ↑  Paige, Rachel. . Marvel.com. 2020-12-15  [2020-12-15]. （原始内容存档于2020-12-15） （美国英语）.
113. ↑  Paige, Rachel. . Marvel.com. 2021-01-12  [2021-01-31]. （原始内容存档于2021-01-20） （美国英语）.
114. ↑  Paige, Rachel. . Marvel.com. 2021-03-08  [2021-03-08]. （原始内容存档于2021-03-08） （美国英语）.
115. ↑  Pedersen, Eric. . Deadline Hollywood. 2019-04-11  [2019-04-12]. （原始内容存档于2019-04-12） （美国英语）.
116. ↑  Yang, Rachel. . Variety. 2019-04-24  [2019-04-25]. （原始内容存档于2019-04-25） （美国英语）.
117. ↑  Sandwell, Ian. . Digital Spy. 2019-07-21  [2019-07-21]. （原始内容存档于2019-07-21） （美国英语）.
118. ↑  Arvedon, Joe. . Comic Book Resources. 2020-01-01  [2020-01-01]. （原始内容存档于2020-01-01） （美国英语）.
119. ↑  Mitovitch, Matt Webb. . TV Line. 2020-02-04  [2020-02-04]. （原始内容存档于2020-02-05） （美国英语）.
120. ↑  Trenholm, Richard; E. Solsman, Joan. . CNET. 2020-11-12  [2020-11-12]. （原始内容存档于2020-11-12） （美国英语）.
121. ↑  Alexander, Julia. . The Verge. 2021-01-08  [2021-01-08]. （原始内容存档于2021-01-08） （美国英语）.
122. ↑  Mitovitch, Matt Webb. . TV Line. 2019-08-24  [2019-08-24]. （原始内容存档于2019-08-24） （美国英语）.
123. ↑  Lee, Janet W. . Variety. 2021-01-04  [2021-01-04]. （原始内容存档于2021-01-04） （美国英语）.
124. ↑  Erao, Math. . Comic Book Resources. 2021-01-20  [2021-01-20]. （原始内容存档于2021-01-21） （美国英语）.
125. ↑  Bui, Hoai-Tran. . /Film. 2021-01-21  [2021-01-21]. （原始内容存档于2021-01-21） （美国英语）.
126. ↑  Mitovich, Matt Webb. . TVLine. 2021-01-11  [2021-01-11]. （原始内容存档于2021-01-11） （美国英语）.
127. ↑  Miller, Matt. . Esquire. 2021-02-02  [2021-02-02]. （原始内容存档于2021-02-02） （美国英语）.
128. ↑  Couch, Aaron; Kit, Borys. . The Hollywood Reporter. 2019-07-20  [2019-07-20]. （原始内容存档于2019-07-21） （美国英语）.
129. ↑  Couch, Aaron. . The Hollywood Reporter. 2020-09-18  [2020-09-18]. （原始内容存档于2020-09-18） （美国英语）.
130. ↑  Porter, Rick. . The Hollywood Reporter. 2021-02-12  [2021-02-12]. （原始内容存档于2021-02-12） （美国英语）.
131. ↑  Tran, Kevin. . Variety Intelligence Platform. 2021-02-25  [2021-02-25]. （原始内容存档于2021-02-25） （美国英语）.
132. 1 2  . Rotten Tomatoes. Fandango Media.   [2025-02-23] （美国英语）.
133. 1 2  . Metacritic. Red Ventures.   [2025-07-01] （美国英语）.
134. ↑  McMillan, Graeme. . The Hollywood Reporter. 2021-01-14  [2021-01-19]. （原始内容存档于2021-01-14） （美国英语）.
135. ↑  Iannucci, Rebecca. . TVLine. 2021-01-14  [2021-01-14]. （原始内容存档于2021-01-14） （美国英语）.
136. ↑  Barsanti, Sam. . The A.V. Club. 2021-01-14  [2021-01-14]. （原始内容存档于2021-01-14） （美国英语）.
137. ↑  Miller, Liz Shannon. . Collider. 2021-01-14  [2021-01-14]. （原始内容存档于2021-01-15） （美国英语）.
138. ↑  Franich, Darren. . Entertainment Weekly. 2021-01-14  [2021-01-14]. （原始内容存档于2021-01-15） （美国英语）.
139. ↑  Phillips, Michael. . Chicago Tribune. 2021-01-14  [2021-01-14]. （原始内容存档于2021-01-14） （美国英语）.
140. ↑  Hadadi, Roxana. . RogerEbert.com. 2021-01-14  [2021-01-14]. （原始内容存档于2021-01-14） （美国英语）.
141. ↑  Patten, Dominic. . Deadline Hollywood. 2021-01-14  [2021-01-14]. （原始内容存档于2021-01-15） （美国英语）.
142. ↑  Newby, Richard. . The Hollywood Reporter. 2021-01-26  [2021-01-27]. （原始内容存档于2021-01-27） （美国英语）.
143. ↑  Alexander, Julia. . The Verge. 2021-01-22  [2021-01-29]. （原始内容存档于2021-01-28） （美国英语）.
144. ↑  Alexander, Julia. . The Verge. 2021-01-29  [2021-01-29]. （原始内容存档于2021-01-29） （美国英语）.
145. ↑  . Primetime Emmy Awards.   [2021-07-13]. （原始内容存档于2021-07-16） （美国英语）.
146. ↑  Giardina, Carolyn; Chuba, Kirsten; Beresford, Trilby; Drury, Sharareh. . The Hollywood Reporter. 2021-09-12  [2021-09-12]. （原始内容存档于2021-09-11） （美国英语）.
147. ↑  Keegan, Rebecca; Lewis, Hilary. . The Hollywood Reporter. 2021-04-10  [2021-04-19]. （原始内容存档于2021-04-16） （美国英语）.
148. ↑  Anderson, Erik. . Awards Watch. 2021-08-29  [2021-08-30]. （原始内容存档于2021-08-30） （美国英语）.
149. ↑  Clarke, Sophie. . Goss.ie. 2021-07-04  [2021-07-04]. （原始内容存档于2021-07-05） （美国英语）.
150. ↑  Bosselman, Haley. . Variety. 2021-05-16  [2021-05-17]. （原始内容存档于2021-05-17） （美国英语）.
151. ↑  Turchiano, Danielle. . Variety. 2021-07-15  [2021-07-15]. （原始内容存档于2021-07-15） （美国英语）.
152. ↑  Paige, Rachel. . Marvel.com. 2021-02-16  [2021-02-16]. （原始内容存档于2021-02-16） （美国英语）.
153. ↑  Couch, Aaron. . The Hollywood Reporter. 2021-01-22  [2021-01-22]. （原始内容存档于2021-01-23） （美国英语）.
154. ↑  D'Alessandro, Anthony. . Deadline Hollywood. 2021-02-24  [2021-02-24]. （原始内容存档于2021-02-24） （美国英语）.
155. ↑  Miller, Liz Shannon. . Collider. 2021-03-02  [2021-03-02]. （原始内容存档于2021-03-02） （美国英语）.
156. ↑  Couch, Aaron. . The Hollywood Reporter. 2021-05-03  [2021-05-03]. （原始内容存档于2021-05-03） （美国英语）.
157. ↑  Kit, Borys. . The Hollywood Reporter. 2020-01-22  [2020-01-22]. （原始内容存档于2020-01-23） （美国英语）.
158. ↑  Otterson, Joe. . Variety. 2021-10-07  [2021-10-07]. （原始内容存档于2021-10-07） （美国英语）.
159. ↑  Andreeva, Nellie. . Deadline Hollywood. 2021-10-07  [2021-10-07]. （原始内容存档于2021-10-07） （美国英语）.
160. ↑  Hipes, Patrick. . Deadline Hollywood. 2021-11-12  [2021-11-12]. （原始内容存档于2021-11-12） （美国英语）.
161. ↑  Dominguez, Noah. . CBR. 2022-10-27  [2022-10-27]. （原始内容存档于2022-10-28）.

## 外部連結
- 官方网站
- 互联网电影数据库（IMDb）上《汪達幻視》的资料（英文）
- 在Disney+上觀看《汪達幻視》
- 豆瓣电影上《汪達幻視》的資料 （简体中文）